# Перечеканка
Перечеканка, перечекан — изъятие из обращения старых монет и изготовление из них новых (с новыми изображениями, с новой монетной стопой и т. д.). Например, в России в поисках оптимальной стопы для медных и серебряных монет, а также как следствие череды дворцовых переворотов перечеканка регулярно проводилась с 1704 по 1797 год.

## Перечеканка Российских монет
В XVIII веке из-за частого изменения монетной стопы потребовалась массовая переделка старой монеты в новую.
Как считает исследователь и нумизмат В. В. Уздеников, перечеканка в Российской империи, в зависимости от обстоятельств могла выполняться:
1. Целенаправленная, массовая и случайная, если по каким либо причинам возникла необходимость ликвидировать определенную категорию монет, заменив их монетами нового образца.
2. Вспомогательная перечеканка, дополняющая обычную чеканку на гладких заготовках, если на монетном дворе оказывались поступившие на переработку устаревшие изношенные или иностранные монеты, пригодные для перечеканки их в монеты текущего выпуска.
3. Пробная перечеканка, проводившаяся при опробовании штемпелей, предназначавшихся для проведения целенаправленной перечеканки.

### Наиболее массовые перечеканы

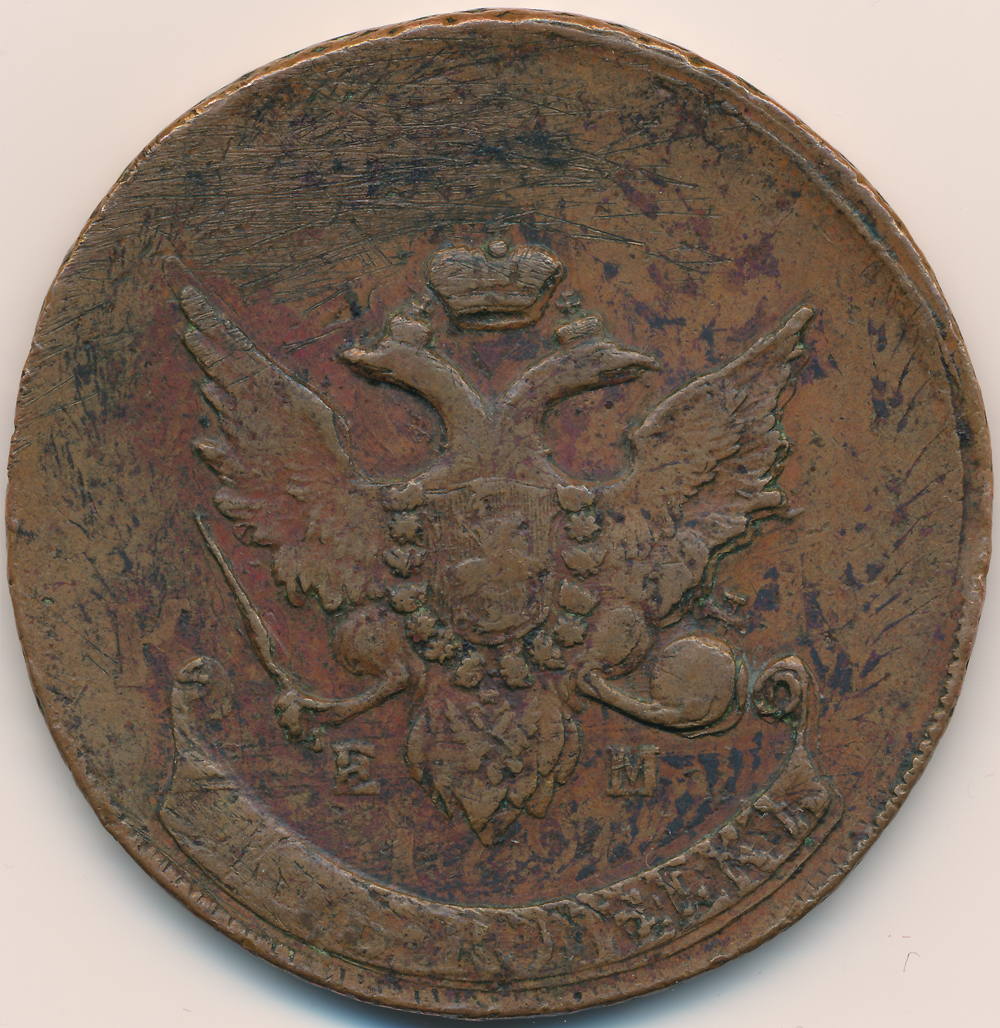
Павловский перечекан штемпелем 1793 года. Диаметр монеты на 20 % больше обычного в результате предыдущих перечеканов

- 1730–1734 гг. перечекан из крестовых копеек 1728—1729 гг. в полушку и деньгу.
- 1755–1757 гг. Из «крестового» пятака 1723—1730 в «облачную» копейку.
- 1757–1758 гг. Из «облачной» копейки в две копейки образца 1757—1762 гг.
- 1762 г. Из медных монет с удвоением номинала в два раза. Новые штемпеля содержали изображение трофеев под номиналом («барабаны», «арматура»).
- Екатерининский перечекан начала правления. Из медных монет Петра III с возвратом прежнего достоинства. Перечекан рублей Петра III в рубли Екатерины II.
- Екатерининский перечекан 1796 года с увеличением в два раза нарицательной стоимости. На монетах образца 1796 года отсутствовал орёл, а был только наиболее простой вензель «Е» Екатерины II.
- Павловский перечекан монет образца 1796 года с понижением достоинства в два раза.[1]

## Перечеканка иностранных монет российскими штемпелями
В 1654 году при царе Алексее Михайловиче была начата денежная реформа, направленная на коренное изменение русской денежной системы. Была начата чеканка монет крупных номиналов, в результате чего русская монетная система организовывалась по образцу западноевропейских систем с их разнообразными номиналами.
На Руси серебра было недостаточно для чеканки русской серебряной монеты в достаточном количестве. Для получения сырья для чеканки русской монеты использовались серебряные европейские монеты талеры. Однако переплавка этих монет (с целью использования в качестве материала для чеканки рублёвиков) приводила к значительным потерям металла. С целью экономии ценного материала (серебра) производилась перечеканка талеров в рубли и полуполтины.
При предварительной обработке талеров для перечекана сбивались старые изображения и надписи, что приводило к деформации монет, утрате круглой формы. Затем штемпелями русских монет наносились соответствующие изображения. Иногда подготовленный кружок монеты не выдерживал и трескался (получался брак монеты). Зачастую соосность аверса и реверса не соответствовала норме, угол между сторонами монеты мог быть значительным.
Более удачными были чеканки полуполтин (четверть рубля), которые чеканились из разделённого на 4 части подготовленного («сбитого») талера.